# Évêque de Lichfield

Armoiries des évêques de Lichfield.

L'évêque de Lichfield est à la tête du diocèse anglican de Lichfield, dans la province de Cantorbéry.

## Histoire
Cet évêché est à l'origine celui du royaume anglo-saxon de Mercie et du peuple des Angles du Milieu. Ces derniers constituent un diocèse séparé à partir de 737, avec son siège à Leicester.
L'évêché de Lichfield est brièvement élevé au rang d'archevêché à l'époque de l'évêque Hygeberht, à la demande du puissant roi Offa de Mercie.

## Liste des évêques de Lichfield

### Diocèse de Mercie
Le siège des premiers évêques des Merciens n'est pas identifié.
| Début        | Fin   | Nom      | Remarques                                   |
| ------------ | ----- | -------- | ------------------------------------------- |
| 655 ou après | ?     | Diuma    | Moine à Iona.                               |
| ?            | ?     | Ceollach | Moine à Iona. Démissionne pour y retourner. |
| vers 658     | 662 ? | Trumhere | Premier Anglais à occuper ce siège.         |
| 662 ?        | 667 ? | Jaruman  |                                             |
| Sources :    |       |          |                                             |

### Diocèse de Lichfield
| Début              | Fin           | Nom                 | Remarques                                                      |
| ------------------ | ------------- | ------------------- | -------------------------------------------------------------- |
| vers 669           | 672           | Ceadda              | Mort le 2 mars 672.                                            |
| 672                | 672 × 675 ?   | Wynfrith            | Déposé par l'archevêque Théodore.                              |
| 672 × 675 ?        | vers 690      | Seaxwulf            | Abbé de Medeshamstede.                                         |
| vers 690           | 716 × 727 ?   | Headda              | Prieur à Medeshamstede, abbé de Breedon on the Hill.           |
| 731 ou avant       | 737           | Aldwine             |                                                                |
| 737                | 749 × 757     | Hwita               |                                                                |
| 757 ou avant       | 765 ?         | Hemele              |                                                                |
| 765 ?              | vers 769 ?    | Cuthfrith           |                                                                |
| vers 769           | 777 × 779     | Berhthun            |                                                                |
| 779                | 799 × 801     | Hygeberht           | Archevêque à partir de 787. Démissionne. Mort en 803 ou après. |
| 799 × 801          | 814 × 816 ?   | Ealdwulf            |                                                                |
| 814 × 816          | 817 × 818 ?   | Herewine            |                                                                |
| 818                | 830           | Æthelwald           |                                                                |
| 830                | 830 × 836 ?   | Hunberht            |                                                                |
| 830 × 836          | 841 × 845 ?   | Cyneferth           |                                                                |
| 843 × 845          | 857 × 862 ?   | Tunberht            |                                                                |
| 857 × 862          | 866 × 869 ?   | Wulfsige            |                                                                |
| 866 × 869          | 869 × 883 ?   | Burgheard           |                                                                |
| 866 × 869          | 875 × 883 ?   | Eadberht            |                                                                |
| 869 ou (875 × 883) | 889 × 900 ?   | Wulfred             |                                                                |
| 889 × 900          | 903 × 915 ?   | Wigmund ou Wilferth |                                                                |
| 903 × 915          | 935 × 941 ?   | Ælfwine             |                                                                |
| 935 × 941          | 946 × 949 ?   | Wulfgar             |                                                                |
| 946 × 949          | 963 × 964 ?   | Cynesige            |                                                                |
| 963 × 964          | 975 ?         | Wynsige             |                                                                |
| 975                | 1002 × 1004 ? | Ælfheah             | Moine au Old Minster de Winchester.                            |
| 1002 × 1004        | 1017 ou après | Godwin              |                                                                |
| 1017 ou après      | 1026 × 1027 ? | Leofgar             |                                                                |
| 1026 × 1027 ?      | 1039          | Brihtmær            |                                                                |
| 1039               | 1053          | Wulfsige            | Mort en octobre 1053.                                          |
| 1053               | 1070          | Leofwine            | Contraint à la démission.                                      |
| Sources :          |               |                     |                                                                |

### Diocèse de Chester
Le siège épiscopal est déplacé à Chester en 1075.
- 1072-1085 : Pierre

### Diocèse de Coventry
Le siège épiscopal est déplacé à Coventry en 1102.
- 1086-1117 : Robert de Limesey
- 1117-1121 : vacant
- 1121-1126 : Robert Peche
- 1126-1129 : vacant
- 1129-1148 : Roger de Clinton (évêque de Lichfield et Coventry)
- 1149-1159 : Walter Durdent
- 1161-1182 : Richard Peche
- 1183-1184 : Girard la Pucelle
- 1184-1188 : vacant
- 1188-1198 : Hugh Nonant
- 1198-1208 : Geoffrey de Muschamp
- 1208-1215 : vacant
- 1215-1223 : William de Cornhill
- 1224-1238 : Alexander de Stavenby
- 1239 : William de Raley (également élu à Norwich, accepte cet office)
- 1239 : Nicholas Farnham (élu par le chapitre de Coventry)
- 1239 : William de Manchester (élu par le chapitre de Lichfield)

### Diocèse de Coventry et Lichfield
- 1239-1241 : Hugh de Pateshull
- 1241 : Richard le Gras (élu mais refuse le titre ou meurt avant d'être sacré)
- 1241-1245 : vacant
- 1243 : Robert de Monte Pessulano (élu mais refuse le titre)
- 1245-1256 : Roger Weseham
- 1258-1295 : Roger de Meyland
- 1296-1321 : Walter Langton (en)
- 1322-1358 : Roger Northburgh
- 1360-1385 : Robert de Stretton
- 1386 : Walter Skirlaw
- 1386-1398 : Richard le Scrope
- 1398-1414 : John Burghill
- 1415-1419 : John Catterick
- 1419 : James Cary
- 1420-1447 : William Heyworth
- 1447-1452 : William Booth
- 1452 : Nicholas Close
- 1453-1459 : Reginald Boulers
- 1459-1490 : John Hales
- 1493-1496 : William Smyth
- 1496-1502 : John Arundel
- 1503-1531 : Geoffrey Blythe
- 1534-1539 : Rowland Lee

### Diocèse de Lichfield et Coventry
- 1539-1543 : Rowland Lee
- 1543-1554 : Richard Sampson
- 1554-1559 : Ralph Baines
- 1560-1579 : Thomas Bentham
- 1580-1609 : William Overton
- 1609-1610 : George Abbot
- 1610-1614 : Richard Neile
- 1614-1618 : John Overall
- 1619-1632 : Thomas Morton
- 1632-1643 : Robert Wright
- 1644-1660 : Accepted Frewen
- 1661-1670 : John Hacket
- 1671-1692 : Thomas Wood
- 1692-1699 : William Lloyd
- 1699-1717 : John Hough
- 1717-1730 : Edward Chandler
- 1731-1749 : Richard Smalbroke
- 1750-1768 : Frederick Cornwallis
- 1768-1771 : John Egerton
- 1771-1774 : Brownlow North
- 1775-1781 : Richard Hurd
- 1781-1824 : James Cornwallis
- 1824-1836 : Henry Ryder
- 1836-1837 : Samuel Butler

### Diocèse de Lichfield
- 1837-1839 : Samuel Butler
- 1840-1843 : James Bowstead
- 1843-1867 : John Lonsdale
- 1868-1878 : George Augustus Selwyn
- 1878-1891 : William Maclagan
- 1891-1913 : Augustus Legge
- 1913-1937 : John Augustine Kempthorne
- 1937-1953 : Edward Woods
- 1953-1974 : Stretton Reeve
- 1975-1984 : Kenneth Skelton
- 1984-2003 : Keith Sutton
- 2003-2015 : Jonathan Gledhill
- depuis 2016 : Michael Ipgrave